# 淇河 (卫河支流)

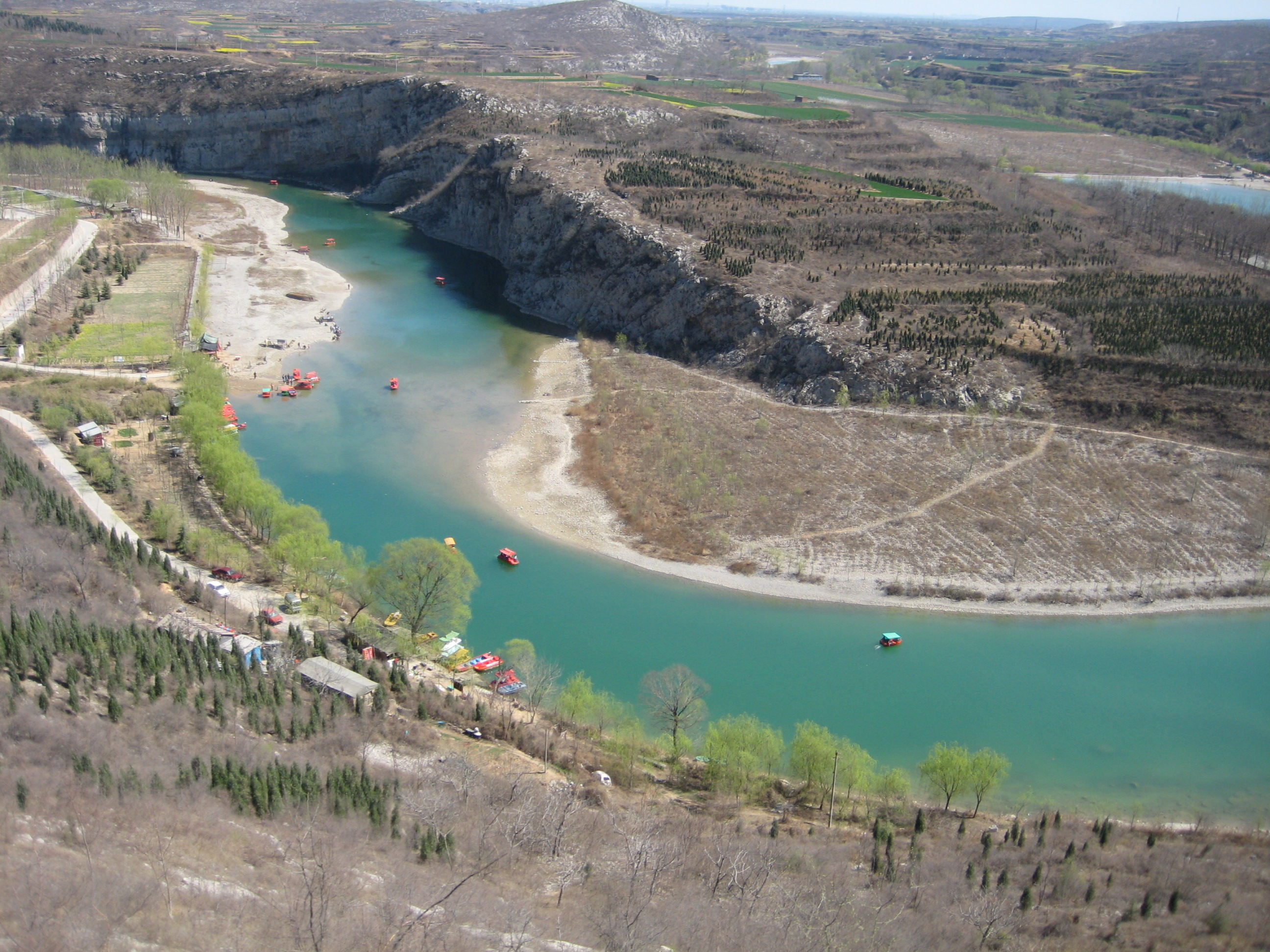
河南省鹤壁市境内的淇河

淇河，古称淇水，是中国华北地区的一条河流，今屬海河水系，离黄河約七十至一百公里。它是黄河流域商殷文化最集中的地方，是中华文化巨著诗经的摇篮
淇河发源于山西省陵川县的太行山区，向东流经河南辉县、林州、鹤壁市淇滨区、淇县及浚县，最后注入卫河。淇河总长161公里，流域面积2142平方公里。
淇河是中国豫北地区唯一一条未被污染的河流，被称为“北方漓江”。因主要流经河南鹤壁市，因此又被称为“鹤壁市的母亲河”。

## 历史
古代卫河水系尚未形成時，位處太行山东麓的淇水流入古黄河。淇河流域具有悠久的历史文化，商朝后期的都城朝歌，即位於淇水西岸。中国第一部诗集《诗经》，有6篇与“淇水”有关。可以说，谈诗经，离不开淇水。例如《诗经·泉水》里的“泉水”、“淇”、“肥泉”、“淇奥”均指淇水。
诗经时代，淇水是典型的黄河水系。直到千年之后的东汉建安年代，曹操于淇口作堰，遏使东北流，注入白沟（今卫河），以通漕运于海河，遂成为现代人说的卫河支流。所以，淇水文化是黄河文化的典型代表点，（和现代意义的海河流域没丝毫关系）。

## 水利工程
在淇河中游建有盘石头水库。坝址位于鹤壁市淇滨区大河涧乡盘石头村淇河段，是豫北地区最大的水利枢纽工程。

## 特产
著名的“淇河三宝”（一说“淇河三珍”）是：缠丝鸭蛋、淇河鲫鱼、冬凌草。

## 延伸阅读
[在维基数据编辑]
 《欽定古今圖書集成·方輿彙編·山川典·淇水部》，出自陈梦雷《古今圖書集成》